# 爆笑問題のきょうのジョー
「爆笑問題のきょうのジョー」（ばくしょうもんだいのきょうのジョー）は、『週刊少年マガジン』（講談社）に掲載されていた連載記事。

## 概要
1999年6月から2001年1月まで連載。全123回で、毎回各2ページずつの掲載。単行本は全4巻で、全回収録。
お笑いコンビである爆笑問題が、「何月何日はどんな出来事があった日か?」をテーマにトークを行うという企画で、毎回1週間分ずつの出来事を扱っていた。あくまで連載記事であり漫画ではないが、漫画家西本英雄による1コマ漫画が毎回4本ずつ挿入されていた。
題名は同誌にかつて連載された漫画『あしたのジョー』をもじったもので、単行本の表紙にも爆笑問題の2人が同作の登場人物の仮装をしている写真が使われているが、内容はまったく関係ない。
記事内での田中裕二の弁によると、「評判は良いが毎回雑誌のどこに載っているのかわからないという声が多い」とのこと。この事から開始当初から「夢の新連載」と言うあおり文句がつけられていたが、太田の指摘もあり途中から「やっと発見!」に変わった。
最終4巻では単行本オマケとして、本誌未掲載の田中と太田の誕生日にまつわるネタでのトークが行われており、挿絵も西本ではなく田中と太田が描いた絵が掲載された（尚、スペースの都合で掲載しきれなかった部分があり、その部分の内容はコラム記事「マガジン記者は見た!」で補足説明された）。

## トークを行う人々
田中裕二（たなか ゆうじ）
爆笑問題の突っ込み役。彼が野球好きであるため、本連載でも野球関係のネタが多く登場する。
太田光（おおた ひかり）
爆笑問題のボケ役だが、本連載では自身の高校時代の辛い経験に基づく、重い発言も少なくなかった。
マガジン記者/マガさん
本連載を担当する、週刊少年マガジンの編集者。爆笑問題の2人とは前々から個人的な交際があった人物。当然トーク上では本名で呼ばれているのだが、テープ起こしの際に別の呼び名に変換されるため、連載上では本名は明かされなかった。初期の頃は「『マガジン』の人」と変換されていたが、途中から「マガジン記者」を略して「マガさん」と変換されるようになる。あくまでトークのネタを振る係であったが、連載中盤からは彼の台詞も多く活字化されるようになり、終盤では殆ど3人によるトークと化していた。男性の既婚者で、野球が趣味。30代を迎えてからもプロ野球のドラフトに指名されることを望んでおり、よくネタにされる。単行本では、「マガジン記者は見た！」というコラムを各巻ごとに3本ずつ執筆している。